# Рікард Рікардссон
Рікард Рікардссон  (швед. Richard Richardsson, 1 лютого 1974) — шведський сноубордист, олімпійський медаліст.

## Виступи на Олімпіадах
| Олімпіада           | Дисципліна                     | Місце  |
| ------------------- | ------------------------------ | ------ |
| Нагано 1998         | гігантський слалом             | участь |
| Солт-Лейк-Сіті 2002 | паралельний гігантський слалом | 2      |
| Турин 2006          | паралельний гігантський слалом | 12     |

## Зовнішні посилання
- Досьє на sport.references.com

[[Категорія:Шведські сноубордисти}]]